# San Antonio, Pueblo Nuevo
San Antonio är en ort i Mexiko.   Den ligger i kommunen Pueblo Nuevo och delstaten Durango, i den centrala delen av landet, 700 km nordväst om huvudstaden Mexico City. San Antonio ligger 1 929 meter över havet och antalet invånare är 153.
Terrängen runt San Antonio är varierad. Runt San Antonio är det mycket glesbefolkat, med 6 invånare per kvadratkilometer. Närmaste större samhälle är Santa María Magdalena de Taxicaringa, 13,0 km nordost om San Antonio. I omgivningarna runt San Antonio växer huvudsakligen savannskog.